# Лентивірус
Лентивіруси (лат. lentivirus, від лат. Lenti-, «повільний») — рід вірусів, родини Ретровіруси (Retroviridae). Це так звані «повільні» віруси, для яких характерний тривалий період між інфікуванням і появою перших симптомів. До лентивірусів відноситься вірус імунодефіциту людини, та SIV — вірус імунодефіциту мавп.

## Види
Перелік видів:
| Скороч. | Англійська назва                           | Українська назва                           |
| ------- | ------------------------------------------ | ------------------------------------------ |
| EIAV    | Equine infectious anemia virus             | Вірус інфекційної анемії коней             |
| OOP     | Ovine Progressive Pneumonia                | Вірус меді-вісна овець                     |
| CAEV    | Caprine-ovine arthritis-encephalitis virus | Вірус артриту-енцефаліту кіз і овець       |
| BIV     | Bovine immunodeficiency virus              | Вірус імунодефіциту великої рогатої худоби |
|         | Jembrana disease virus                     | Вірус хвороби Джембрана                    |
| FIV     | Feline immunodefitiency virus              | Вірус імунодефіциту кішок                  |
| PLV     | Puma lentivirus                            | Лентівірус пум                             |
| SIV     | Simian immunedeficiency virus              | Вірус імунодефіциту мавп                   |
| HIV-1   | Human immunodeficiency virus-1             | Вірус імунодефіциту людини                 |
| HIV-2   | Human immunodeficiency virus-2             | Вірус імунодефіциту людини-2               |

## Будова
Віріони сферичні, діаметром близько 100 нм, мають оболонку. Геном предствалений двома копіями РНК довжиною 8-10 тис. нуклеотидів. Як і у інших ретровірусів, геном кодує 3 гени в такій послідовності: 5´-gag-pol-env-3´. Крім того, лентівіруси мають ще два регуляторні гени, tat і rev.
Ген env кодує структурні протеїни Gp120 (його також називають SU від англ. surface envelope), та Gp41 (TM, transmembrane envelope), обидва протеїни можуть бути глікозильованими, що, принаймні у випадку HIV, відіграє важливу роль в життєвому циклі вірусу.
Ген gag кодує протеїни зв'язані з побудовою капсиду: P24 (CA, 'capsid'); P17 (MA, 'matrix'), P9 (NC, 'nucleocapsid')
Ген pol кодує ензими: зворотню транскриптазу (RT, 'Reverse transcriptase'), інтегразу (IN), протеазу (PR) (в деяких вірусах вона кодується геном pro).
Також в вірусах цієї групи присутні регуляторні протеїни Tat і Rev, а також протеїни що полегшують розмноження вірусу:
Nef,Vpr, Vif, Vpu/Vpx, p6